# Agraulos Corona
L'Agraulos Corona è una struttura geologica della superficie di Venere.